# Ritratto di giovane donna (Rogier van der Weyden)

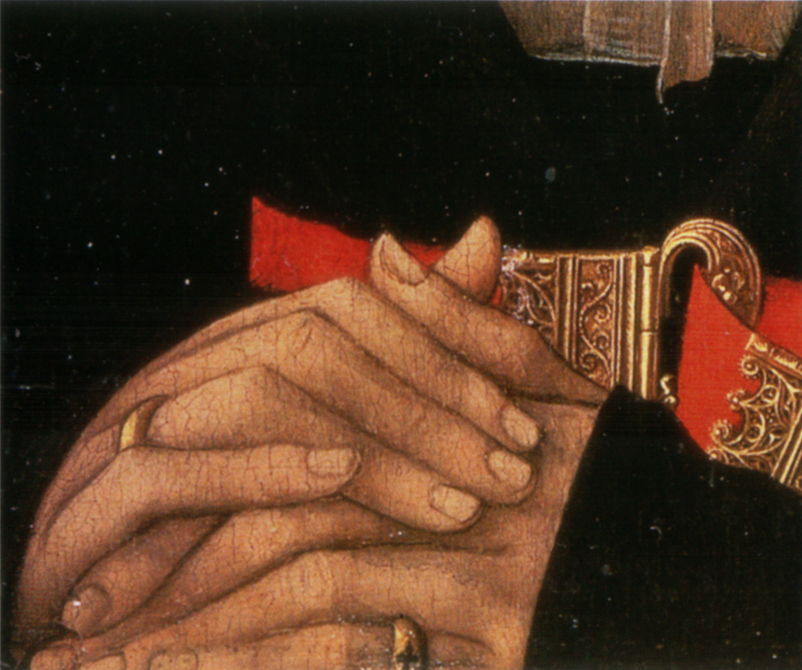
Dettaglio delle mani

Il Ritratto di giovane donna è un dipinto olio su tavola (37x27 cm) di Rogier van der Weyden, databile al 1460 circa e conservato nella National Gallery of Art di Washington.

## Storia
Non si conosce l'originaria collocazione del dipinto né l'identità dell'effigiata, che alcuni hanno ipotizzato possa essere Maria di Valengin, figlia illegittima del protettore di van der Weyden Filippo il Buono, duca di Borgogna.
Agli inizi del XIX secolo l'opera si trovava probabilmente nelle collezioni di Leopold Friedrich Franz, principe di Anhalt, alla Gotisches Haus, di Wörlitz, vicino Dessau. Passato ai suoi eredi, nel 1925 venne immesso nel mercato d'arte, finendo prima alla Bachstitz Gallery dell'Aia e poi ai Duveen Brothers, che lo vendettero ad Andrew Mellon nel 1926. La collezione Mellon fu poi il nucleo originario del museo statunitense fin dalla sua fondazione nel 1937.

## Descrizione e stile
Secondo la tipologia tipica della pittura fiamminga, il ritratto è presentato di tre quarti, su uno sfondo scuro e neutro. La donna è ritratta a mezza figura, con le mani appoggiate sul bordo inferiore del dipinto, come se vi si trovasse una balaustra. I dettagli, trattati come al solito con grande meticolosità, la presentano come una dama della nobiltà, vestita di un abito scuro ravvivato dalla cinta rossa con una ricca fibbia, In testa un velo semitrasparente, fermato da spilli, copre la complessa acconciatura, con la rasatura alta della fronte tipica della moda del XV secolo, e dona alla donna un aspetto vagamente monacale con i due lembie rettangolari che ricadono sulle spalle, sui quali sono visibili le pieghe della stiratura. Un velo di materiale simile copre la profonda scollatura.
Il volto è curatissimo nella fisionomia e lascia intravedere anche i caratteri psicologici della figura, che appare composta, nobile ed elegante, sfuggendo con lo sguardo il contatto con lo spettatore.
Straordinaria è la descrizione delle mani affusolate, di grande bellezza formale, sobriamente decorate da due semplici anelli.
Un'opera simile si trova nella National Gallery di Londra, ma è di minore intensità.